# Stefan Rudolph (Politiker)
Stefan Rudolph (* 23. November 1962 in Friedland (Mecklenburg)) ist ein deutscher politischer Beamter und Politiker der CDU. Er war 2011 vom 4. Oktober bis zum 14. November Mitglied des Landtags von Mecklenburg-Vorpommern. Er war  vom 7. November 2006 bis 25. Oktober 2011 und vom 14. November 2011 bis 14. November 2021 Staatssekretär im Wirtschaftsministerium Mecklenburg-Vorpommern.

## Leben und Beruf
Nach dem 1981 abgelegten Abitur und dem Grundwehrdienst studierte Rudolph an der Pädagogischen Hochschule Güstrow und schloss 1987 als Diplomlehrer im Fach Staatsbürgerkunde ab. 1990 wurde er von der Hochschule für Recht und Verwaltung Potsdam zum Dr. rer. pol. promoviert. Bis zur Wende war er Mitglied der SED.
Ebenfalls 1990 stieg Rudolph in die Landesverwaltung Mecklenburg-Vorpommerns ein: Im Bereich des Innenministeriums arbeitete er zunächst an der Polizeischule Neustrelitz/Landespolizeischule Mecklenburg-Vorpommern und stieg dort vom Fachlehrer bis zum Vertreter des Leiters der Landespolizeischule auf. Anschließend war er von 1994 bis 1995 Büroleiter beim Innenminister Rudi Geil (CDU). 1995 wurde er zum Direktor der Fachhochschule für öffentliche Verwaltung, Polizei und Rechtspflege mit Sitz in Güstrow ernannt. Von 2004 bis zu seiner Ernennung zum Staatssekretär 2006 war er als Vizepräsident am Landesrechnungshof von Mecklenburg-Vorpommern tätig.
Im Dezember 2021 wurde er Hauptgeschäftsführer des Unternehmerverbandes Vorpommern.
Stefan Rudolph ist verheiratet und hat zwei Kinder.

## Politik
Vom 7. November 2006 bis zum 25. Oktober 2011 war Rudolph Staatssekretär und Amtschef im von Jürgen Seidel (CDU) geführten Ministerium für Wirtschaft, Arbeit und Tourismus von Mecklenburg-Vorpommern. Am 14. November 2011 wurde er erneut Staatssekretär im Ministerium für Wirtschaft, Bau und Tourismus unter dem neuen Minister Harry Glawe. Von November 2016 bis November 2021 war Rudolph Staatssekretär im Ministerium für Wirtschaft, Arbeit und Gesundheit.

## Rudolphs Ferienhaus auf Usedom
Rudolph und ein CDU-Gemeinderatsvertreter kauften 2013 von der Gemeinde Benz auf Usedom direkt am Balmer See je ein Grundstück und bauten dort ein Ferienhaus. Der Verkauf wurde vom damaligen Benzer CDU-Bürgermeister Karl-Heinz Schröder durchgeführt. Dieser hatte bereits 2006 CDU Innenminister Lorenz Caffier, seiner Ehefrau und zwei weiteren Personen Grundstücke am Nepperminer See verkauft. Die genannten Verkäufe 2006 und 2013 fanden ohne öffentliche Ausschreibung der Verkäufe zum Höchstgebot statt, welches der Gemeinde sicher höhere Einnahmen beschert hätte. Anwohner beschwerten sich über Zerstörung des nach § 30 BNatSchG gesetzlich geschützten Schilfgürtels auf Rudolphs Grundstück. Dagegen behauptete das Amt der Gemeinde Benz, auf Gemeindegrund sei Schilf gemäht worden. Der Gemeinderat änderte extra den bestehenden Bebauungsplan, damit die geplanten Ferienhäuser von Rudolph und des CDU-Gemeinderatsvertreters Seeblick bekamen. Im September 2020 wurde der Bebauungsplan Balmer See geändert, damit Rudolph und sein Nachbar für die Uferbefestigung selber zahlen müssen.

## Schriften
- Menschen- und Bürgerrechte in der politischen Bildung an den POS : eine kritische Untersuchung, Diss. Potsdam 1990